# Dendrocygna viduata
El sirirí de la pampa (Dendrocygna viduata), también denominado pato silbón pampa, yaguasa o pato de cara blanca, pato sirire, iguasa careta o suirirí cariblanco, es una especie de ave anseriforme de la familia Anatidae y la subfamilia Anatinae.

## Descripción
Mide unos 50 cm de largo, tiene una envergadura de aproximadamente 90 cm y llega a pesar 700 g.
El plumaje es similar en ambos sexos.

## Distribución
El sirirí cariblanco es natural de América y África. En el Nuevo Mundo su distribución al norte comprende Costa Rica, y posiblemente Nicaragua. Hacia el sur ocupa Colombia, Venezuela, las Guayanas, y la cuenca Amazónica hasta el centro de Bolivia, Paraguay, Uruguay, y centro - norte de Argentina, donde es común verlos en pleno vuelo de nocturno, emitiendo su típico canto, que dice "sirirí", "sirirí". Por el occidente de los Andes llega hasta Ecuador y el Perú, (en Chile existen registros de haber sido visto). También es natural en Trinidad, al este de Venezuela. Hay registros para las Antillas, Cuba y República Dominicana.
En el África ocupa la zona ecuatorial al sur del desierto del Sahara y por el oeste del continente, así como la isla de Madagascar. Existen registros de haberse visto en España y las Islas Canarias (estos se consideran individuos perdidos).

## Hábitat
Habita desde el nivel del mar hasta los 1000 m s. n. m.. Es un ave sedentaria, desplazándose según la abundancia de alimentación y el hábitat producido por las precipitaciones. Vive en lagunas, lagos, ciénagas, campos cubiertos de agua y ríos. Se lo ve en estuarios de agua salobre y en los deltas de los ríos. Busca lugares con pastos altos y orillas de poca profundidad. Es una especie que no se posa en los árboles; es común verla caminando o nadando.

## Comportamiento
Es una especie activa durante las horas crepusculares, volando de noche y emitiendo su típico canto, que dice "sirirí", "sirirí". Es gregario; se lo puede observar en grupos grandes, como la mayoría de los anátidos. Suelen ser grupos de la misma especie y de otros patos de la familia. Se dice que cuando se los oye cantar, anuncian la lluvia, ya que por la presión del aire vuelan más bajo

### Reproducción

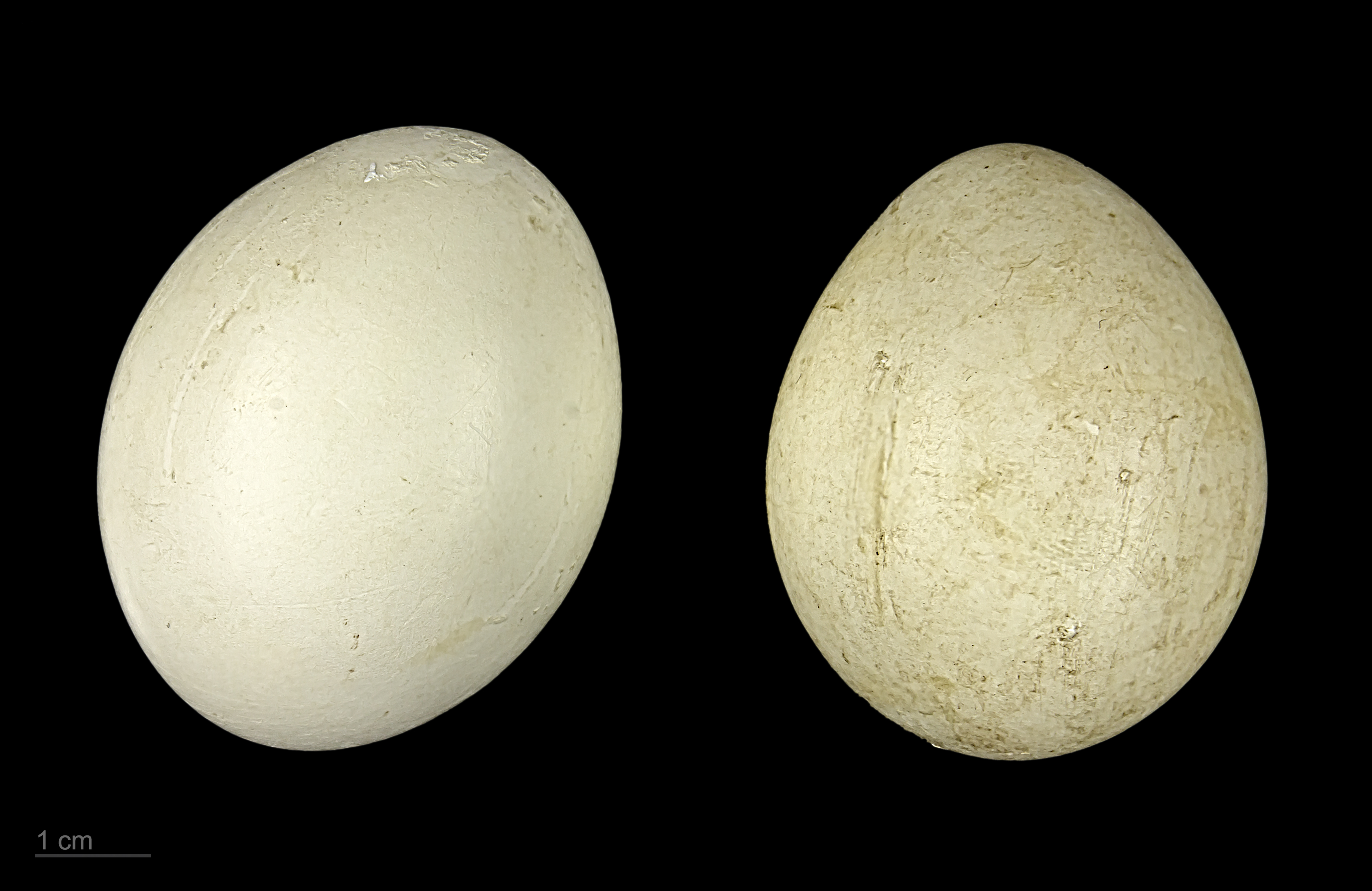
Dendrocygna viduata - MHNT

El nido lo construye en el suelo, entre las hierbas altas, o en las ramas no muy altas de los árboles; también hay reportes de que anida en huecos de árboles. El nido en forma de cuenco lo hace de hierbas. Pone de 6 a 12 huevos; la incubación es llevada a cabo por ambos padres, tardando entre 26 y 30 días. Los polluelos nacen cubiertos de plumones y son de una tonalidad oliva oscura, con manchas amarillas. Los padres permanecen juntos participando en el cuidado de las crías durante dos meses.

### Alimentación
Se alimenta de plantas, semillas, pequeños invertebrados, moluscos, insectos y crustáceos. Come filtrando su alimento del agua, donde la profundidad es de pocos centímetros; pone el pico en el fango y realiza el filtrado con rapidez. Suele zambullirse con facilidad.

## Nombres vernáculos
Los nombres vernáculos más comunes son:
- Argentina: sirirí pampa,[2] sirirí de cara blanca.[cita requerida]
- Bolivia: bichichí, bichichi cariblanco.[6]
- Chile: pato silbón pampa,[3] pato silbón de cara blanca.
- Colombia: iguasa careta, viudita,[cita requerida] pato pisingo.[cita requerida]
- Costa Rica: pijije cariblanco, piche careto.[cita requerida]
- Cuba: yaguasa cariblanca
- Perú: pato silbón cara blanca, suirirí cariblanco.[cita requerida]
- Uruguay: pato cara blanca, pato sirirí.
- Venezuela: yaguaso cariblanco, pato güirirí.[cita requerida]
- Paraguay:  Suiriri"" Guaraní. [cita requerida]